# Георги Грънчаров
Георги Грънчаров е участник в комунистическото съпротивително движение по време на Втората световна война, български партизанин.

## Биография
Георги Грънчаров е роден на 6 ноември 1922 година в град Горна Джумая. През юли 1941 година става партизанин. По-късно участва в събирането на оръжия във Вардарска Македония. Влиза в Горноджумайския партизански отряд „Никола Калъпчиев“ като заместник-командир. След 9 септември 1944 година се включва в преследването на немски войски в Македония и на 16 септември 1944 година загива в сражение с тях при село Дзвегор.